# Der durstige Mann

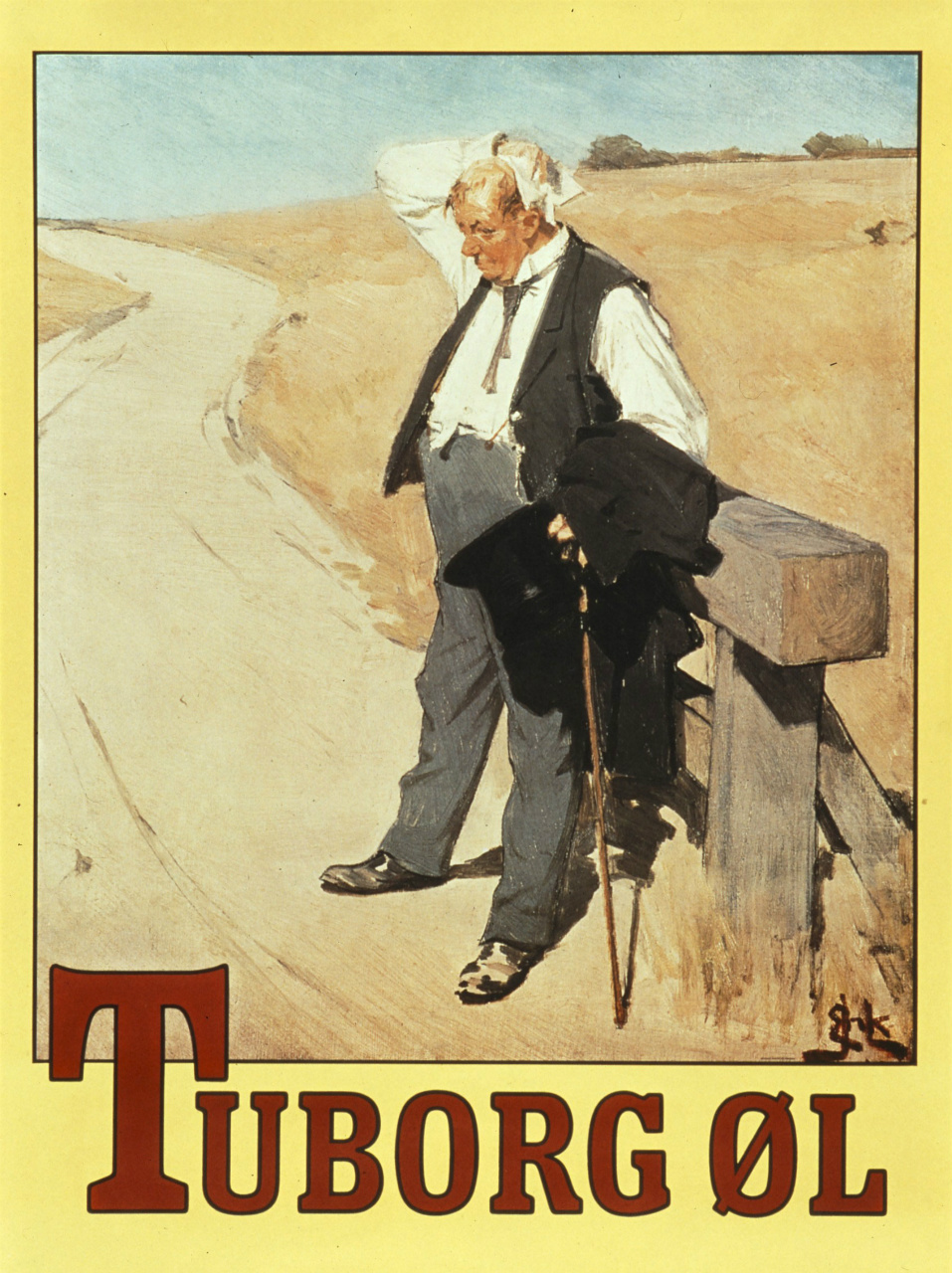
Der durstige Mann (Den tørstige mand)

Das als „Der durstige Mann“ (dänisch Den tørstige mand) bekannte Plakat „Tuborg-Øl“ (deutsch Tuborg-Bier) stammt vom dänischen Maler und Illustrator Erik Henningsen (1855–1930), der das Bild im Jahr 1900 im Rahmen eines Plakatwettbewerbs für die einst eigenständige dänische Brauerei Tuborg erstellt hat. Das Plakat, das seit über einem Jahrhundert weit über Dänemarks Grenzen hinaus bekannt ist, gilt als Hauptwerk unter den Bier bewerbenden Plakaten, die um die Jahrhundertwende entstanden sind. Eine unsignierte Lithografie wird heute im Designmuseum Danmark, das über die älteste Plakatsammlung des Landes verfügt, in Kopenhagen aufbewahrt.

## Plakatwettbewerb
Aus Anlass des 25-jährigen Jubiläums der Biermarke Tuborg-Øl führte Tuborg im Februar 1900 einen Plakatwettbewerb durch, bei dem Künstler aufgerufen wurden, ein „dekoratives Werbeplakat“ samt Bieretikett zu erstellen. Als Prämie ausgelobt wurden 10.000 Dänische Kronen, eine für damalige Verhältnisse verlockende Summe, die zu einer regen Teilnahme am Wettbewerb führte. Die Brauerei setzte dafür eine dreiköpfige Jury ein, die aus namhaften Kunstkennern bestand, dem Maler Johan Rohde, dem Formschneider Frederik Hendriksen und dem künstlerischen Apotheker Alfred Benzon. Unter den zahlreich eingereichten Entwürfen, die im Mai 1900 öffentlich in der Frederiksborggade im Zentrum Kopenhagens ausgestellt wurden, befanden sich auch Werke von Malern wie Peder Klint, Mogens Ballin und Sigurd Swane.
Die Siegerprämie ging an den Maler Jens Ferdinand Willumsen, dessen Vorschlag einen Bier trinkenden Arbeiter in einem gelben Hemd darstellt. Doch der Geschäftsführer von Tuborg, Benny Dessau, zog das Werk von Henningsen, der das Bild zunächst als Ölgemälde erschaffen hatte, den anderen vor und brachte es in die Produktion. Mit den Worten „Kunst har jeg ingen forstand på, men plakaten, det er den der!“ („Kunstverstand habe ich keinen, aber das Plakat, das ist es!“) begründete Dessau seine Entscheidung.

## Beschreibung und Geschichte des Bildes
In einer Einöde wird ein korpulenter rotbäckiger Herr abgebildet, der den Eindruck vermittelt, in brütender Hitze zu schwitzen. Das Motiv soll Verständnis für den durstigen Mann wecken, indem es keine „sofortige Aussicht auf die Erfüllung seiner Bedürfnisse“ gibt. Vermutlich standen eine oder mehrere Personen Modell für das Bildnis. Doch die Idee zu dem Motiv, die die dargestellte Situation mit Hintergrund sowie besondere Positur und Kleidung des Mannes einschließt, holte sich Henningsen aus einer Zeichnung, die 1893 in der deutschen Wochenschrift Fliegende Blätter veröffentlicht wurde. Lediglich das Geländer, an dem sich der durstige Mann anlehnt, beruht auf einer Eingebung des Malers.
Entgegen damaliger Konventionen, beworbene Waren zur Schau zu stellen, kommt das Plakat ohne Hinweise auf Sortiment, Verpackung, Geschmack oder Farbe des Produktes aus. Henningsen minimierte seine Aussage auf die Situation des Durstes und verzichtete darauf, die Flasche abzubilden. Im Bild sind nicht einmal ein schäumendes Bier, eine zuprostende Geste oder gar ein Lichtblick enthalten, der dem Mann Abhilfe verschaffen könnte. Dadurch, dass die Situation keinen Abschluss findet, wird Mitleid beim Betrachter erzeugt.
Die zeitlose Darstellungsweise, bezeichnend für die Epoche des Naturalismus, trug entscheidend dazu bei, dass das Plakat seine Aktualität bis in die Gegenwart bewahren konnte. Um Werbekampagnen auf dem globalen Markt zu stärken, veranstaltete Tuborg in der zweiten Hälfte des 20. Jahrhunderts weitere große Plakatwettbewerbe, aus denen jedoch kein Klassiker wie Henningsens Durstiger Mann mehr hervorging.